# Journal of Aging and Health
El Journal of Aging and Health (JAH) es una revista médica que cubre el envejecimiento y es publicada por SAGE Publications . Cubre la investigación en gerontología , incluida la dieta / nutrición, la prevención, los comportamientos, la utilización de los servicios de salud, la longevidad y la mortalidad., «explorando la relación compleja entre envejecimiento y salud». El editor en jefe es Kyriakos S. Markides  (Rama médica de la Universidad de Texas en Galveston, Estados Unidos)

## Resumen e indexación
El Journal of Aging and Health está resumido e indexado en Scopus , PubMed y el Social Sciences Citation Index . Según Journal Citation Reports , su factor de impacto de 2016 es 2.168, ubicándolo en 24 de 77 revistas en la categoría "Health Policy & Services"  y 12 de 32 revistas en la categoría "Gerontology". Según Academic accelerator  su factor de impacto para 2021-2022 es  de 3,213.

## Métricas de revista
2022
- Web of Science Group :3.213
- Índice h de Google Scholar:79
- Scopus: 2.551